# Security.txt

security.txt est une norme proposée pour les informations de sécurité des sites Web qui est destinée à permettre aux chercheurs en sécurité de signaler facilement les failles de sécurité,. La norme prescrit un fichier texte appelé security.txt qui est similaire à robots.txt mais destiné à être lu par les humains souhaitant contacter le propriétaire d'un site Web au sujet des problèmes de sécurité. 

## Historique
Le projet a été soumis pour la première fois par Edwin Foudil en septembre 2017. À l'époque, il couvrait quatre directives, Contact, Cryptage, Divulgation et Accusé de réception. Foudil devait ajouter d'autres directives sur la base des commentaires. À cette époque, l'expert en sécurité Web Scott Helme a déclaré avoir reçu des commentaires positifs de la communauté de la sécurité alors que l'utilisation parmi les 1 million de sites Web les plus importants était aussi faible que prévu en ce moment.  
La RFC 9116 a été publiée en avril 2022 qui contient notamment la description du format du fichier en grammaire ABNF.  

## Voir également
- Ads.txt
- Humans.txt
- Robots.txt
- Hacking éthique